# Masłów
Masłów es un pueblo en el powiat de Kielce (Voivodato de Santa Cruz, Polonia). Es la sede del comunidad Gmina Masłów. Lugar de nacimiento de pintor Władysław Malecki (1836-1900).
Importantes lugares:
- Aeropuerto Kielce-Masłów
- Mansión de familia de Malecki
- Iglesia de Transfiguración de Jesús con monumental altar y Estaciones del Vía Crucis diseñado por Józef Gosławski[2]